# Luiz Claudio Costa Teixeira
Luiz Claudio Costa Teixeira, meglio noto con lo pseudonimo PC (São Gonçalo, 18 agosto 1974), è un ex giocatore di calcio a 5 brasiliano.

## Carriera
Ha trascorso buona parte della sua lunga carriera nei campionati di Brasile e Spagna, concludendola nella meno impegnativa Serie A italiana. Nel luglio del 2011 decide di ritirarsi ma a gennaio del 2012 ci ripensa e ritorna a giocare con il Pescara.
A luglio del 2012 passa alla Lazio. Dopo una stagione ritorna in Brasile ma a un anno e mezzo di distanza, il 2 gennaio 2015 torna in Italia per tornare a vestire la maglia del Pescara.

## Palmarès
- 1997-98: Intercontinental Cup (Internacional Porto Alegre)
- 1999-00: Brazilian league  (Internacional Porto Alegre)
- 2002-03: Coppa Catalunya  (Martorell)
- 2003-04: Coppa Catalunya  (Martorell)
- 2004-05: Coppa Catalunya  (Martorell)
- 2005-06: Coppa di Spagna (Martorell)
- 2005-06: Copa Catalunya (Martorell)
- 2008: Catalan Cup
- 2009: Catalan Cup